# فيرونيكا بيرنز
فيرونيكا كونروي بيرنز (13 نوفمبر 1914 - 5 يناير 1998) هي أمينة المتحف الآيرلندي، المعروفة باسم خبيرة في جرابتوليت.

## حياتها
ولدت فيرونيكا كونروي في كالفرستون، مقاطعة كيلدير. كانت والدتها في حالة صحية سيئة، حيث تم تعزيزها لأسرة تدعى بيرنز في دبلن في سن مبكرة جداً. وكانت في سن الثاني والعشرين عندمابعد أن اكتشفت شقيقها، سميت كونروي كإسم آخر لها. عاشت سنتان من حياتها في نفس المنزل في بالزبريدج في دبلن. تعلمت ذاتياً وطورت اهتمامها في علم الفلك والتاريخ الطبيعي والجيولوجيا.

## وفاتها
عانت فيرونيكا في وقت متأخر من هشاشة العظام ولكنها ظلت نشطة في المتحف. وتوفيت في دبلن في 5 كانون الثاني/يناير 1998.